# Comedy Central Roast
Comedy Central Roast is de naam van een reeks van roasts die worden uitgezonden op de Amerikaanse televisiezender Comedy Central. De eerste Comedy Central Roast werd uitgezonden op 10 augustus 2003.
Gemiddeld worden er elk jaar een tot twee roasts uitgezonden. Er worden acht tot tien beroemdheden uitgenodigd die elkaar roasten voordat ze uiteindelijk de hoofdgast van de show roasten. De doelwitten van de roasts zijn vaak acteurs, muzikanten en komieken.
Sinds 2010 hebben Comedy Central-filialen buiten de Verenigde Staten hun eigen roasts geproduceerd, waaronder in Nederland.

## Roasts
| Nr. | Roastee             | Roastmaster                                  | Uitzenddatum |
| --- | ------------------- | -------------------------------------------- | ------------ |
| 1   | Denis Leary         | Jeff Garlin                                  | 10-08-2003   |
| 2   | Jeff Foxworthy      | Bill Engvall, Ron White, Larry the Cable Guy | 20-03-2005   |
| 3   | Pamela Anderson     | Jimmy Kimmel                                 | 14-08-2005   |
| 4   | William Shatner     | Jason Alexander                              | 20-08-2006   |
| 5   | Flavor Flav         | Katt Williams                                | 12.08.2007   |
| 6   | Bob Saget           | John Stamos                                  | 16-08-2008   |
| 7   | Larry the Cable Guy | Lisa Lampanelli                              | 16-03-2009   |
| 8   | Joan Rivers         | Kathy Griffin                                | 09-08-2009   |
| 9   | David Hasselhoff    | Seth MacFarlane                              | 15-08-2010   |
| 10  | Donald Trump        | Seth MacFarlane                              | 15-03-2011   |
| 11  | Charlie Sheen       | Seth MacFarlane                              | 19-09-2011   |
| 12  | Roseanne Barr       | Jane Lynch                                   | 12-08-2012   |
| 13  | James Franco        | Seth Rogen                                   | 02-09-2013   |
| 14  | Justin Bieber       | Kevin Hart                                   | 30-03-2015   |
| 15  | Rob Lowe            | David Spade                                  | 05-09-2016   |
| 16  | Bruce Willis        | Joseph Gordon-Levitt                         | 29-07-2018   |
| 17  | Alec Baldwin        | Sean Hayes                                   | 15-09-2019   |